# Gaurotes virginea
Gaurotes virginea là một loài bọ cánh cứng thuộc phân họ Lepturinae, trong họ Cerambycidae. Loài này phân bố ở châu Âu. Adult beetle feeds on Scots pine, và Norway spruce.

## Subtaxa
There are four varietets in species, và four varietets in nominative subspecies:
- Gaurotes virginea aemula Mannerheim, 1852
- Gaurotes virginea kozhevnikovi Plavilstshikov, 1915
- Gaurotes virginea thalassina (Schrank, 1781)
- Gaurotes virginea virginea (Linnaeus, 1758)

- Gaurotes virginea virginea var. notaticollis (Pic)
- Gaurotes virginea virginea var. sanguinaria (Pic)
- Gaurotes virginea virginea var. vidua (Mulsant, 1839)
- Gaurotes virginea virginea var. violacea (DeGeer)

## Hình ảnh

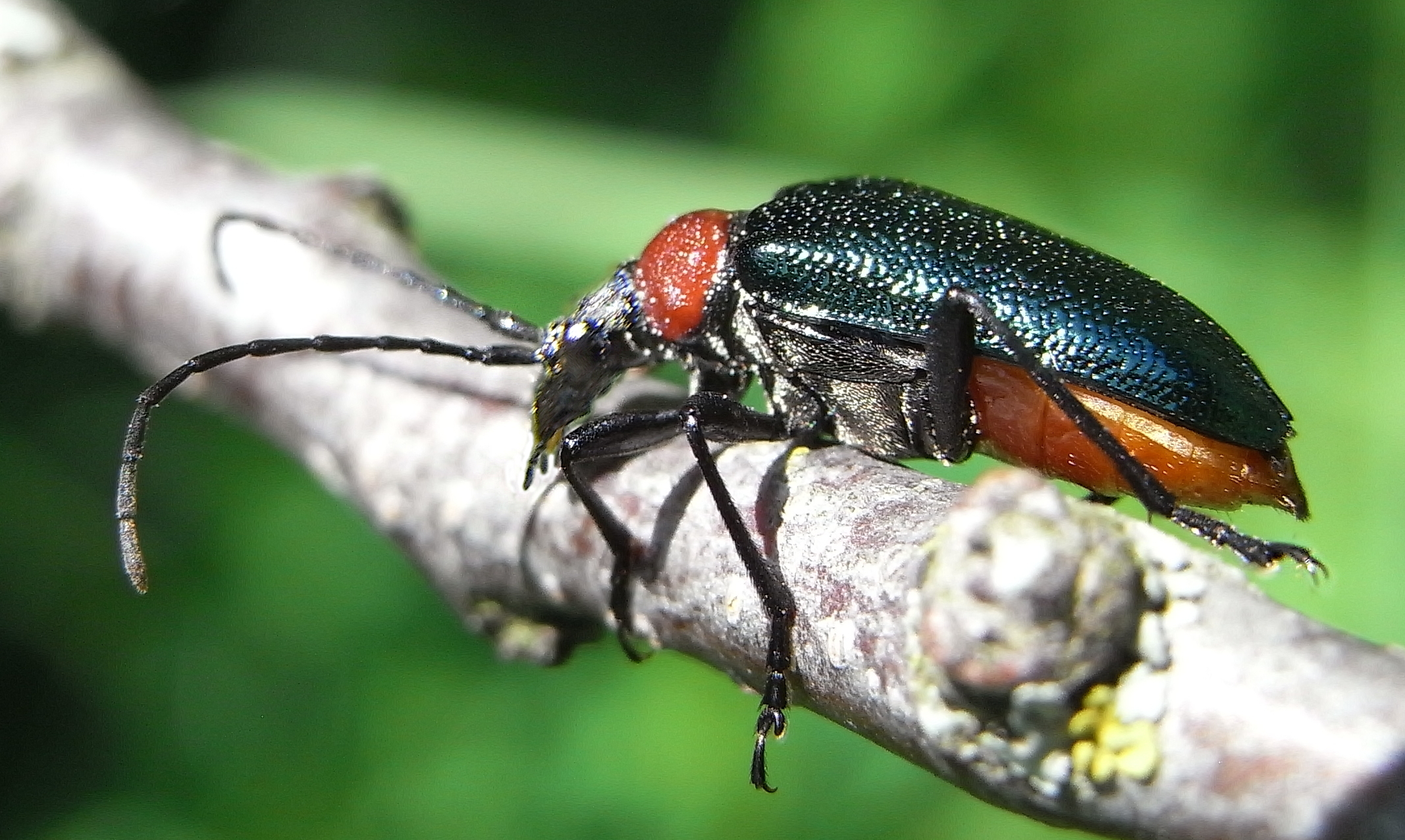
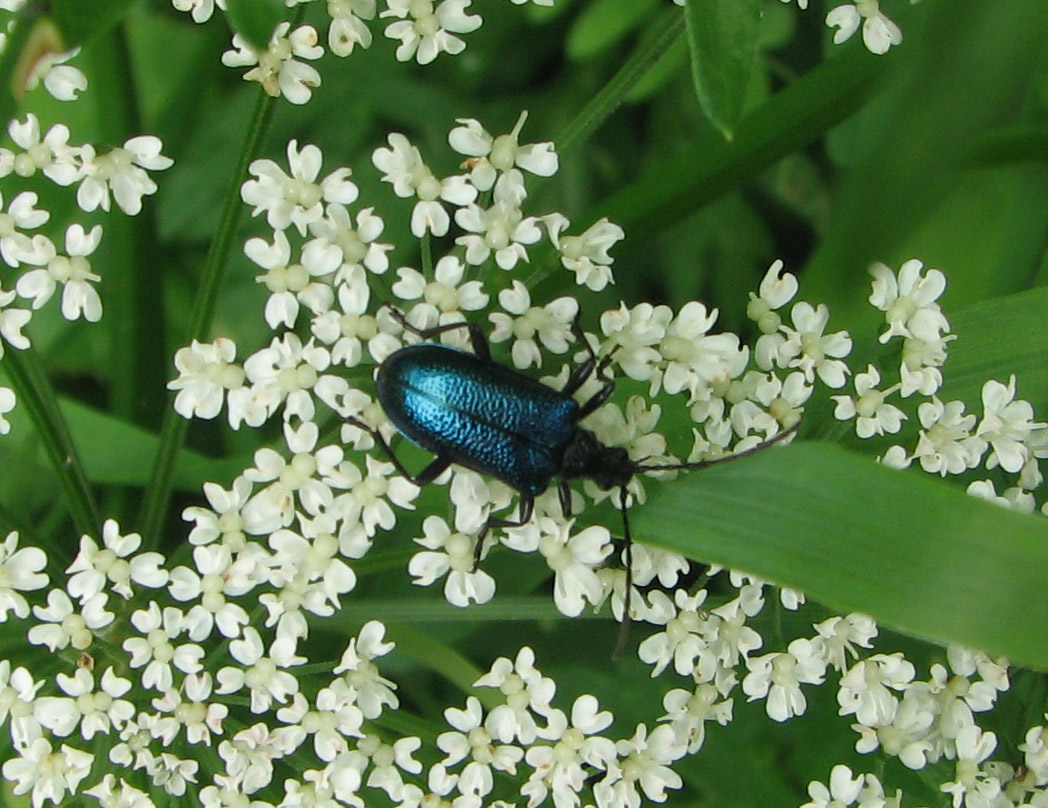